# Los Otates, Hidalgo
Los Otates är en ort i Mexiko.   Den ligger i kommunen Huejutla de Reyes och delstaten Hidalgo, i den sydöstra delen av landet, 210 km norr om huvudstaden Mexico City. Los Otates ligger 117 meter över havet och antalet invånare är 875.
Terrängen runt Los Otates är varierad. Runt Los Otates är det ganska tätbefolkat, med 70 invånare per kvadratkilometer. Närmaste större samhälle är Huejutla de Reyes, 7,7 km väster om Los Otates. Trakten runt Los Otates består till största delen av jordbruksmark.